# Eugen Schiffer
Eugen Schiffer, född 14 februari 1860 i Breslau, död 5 september 1954 i Berlin, var en tysk politiker.
Schiffer innehade flera domarämbeten, blev 1910 Oberverwaltungsgerichtsrat, 1917 understatssekreterare i riksskatteministeriet och var oktober till november 1918 riksskatteminister i den ministär som leddes av Max av Baden.  Han var 1903-18 ledamot av preussiska lantdagen och 1912-17 av tyska riksdagen, tillhörde till novemberrevolutionen 1918 Tyska nationalliberala partiet samt anslöt sig vid dess upplösning till Tyska demokratiska partiet.
Schiffer var 1919-20 ledamot av nationalförsamlingen och 1920-24 ledamot av Weimarrepublikens riksdag. I februari 1919 blev han finansminister i Philipp Scheidemanns ministär, men avgick i april samma år, eftersom han uppfattade dess politik som alltför efterlåten mot omstörtningssträvandena. I oktober 1919 blev han justitieminister i Gustav Bauers ministär, avgick med denna efter Kappkuppen i mars 1920 samt var maj till oktober 1921 ånyo justitieminister i Joseph Wirths första ministär. Han var därefter tyskt ombud vid förhandlingarna i Genève om ordnandet av förhållandena i Oberschlesien efter dess delning samt undertecknade 16 maj 1922 ett fördrag med Polen om detta.
Schiffer blev 1945 medlem i Liberal-Demokratische Partei Deutschlands (LDPD) och 1950 i Freie Demokratische Partei (FDP).